# Bachman-Turner Overdrive
Pour les articles homonymes, voir BTO.
Bachman-Turner Overdrive, abrégé BTO, est un groupe canadien de rock, originaire de Winnipeg, au Manitoba. Il se forme en 1973, mais il a comme précurseur le groupe Brave Belt.
Le groupe est surtout connu pour les succès Takin' Care of Business, Roll on Down the Highway, You Ain't Seen Nothin' Yet et Blue Collar. Leurs deux premiers albums, Bachman–Turner Overdrive et Bachman–Turner Overdrive II sont sortis tous les deux en 1973, puis Not Fragile en 1974, le premier sort dans l'indifférence générale mais les deux suivants ont eu plus de succès. Après son départ des Guess Who en 1970, le guitariste Randy Bachman enregistre un album solo, Axe puis il se reporte sur le nouveau groupe qu'il crée en 1972. Appelé dans un premier temps Brave Belt, le groupe est donc composé de Randy Bachman (chant, guitare et basse), de son compère du temps de Chad Allan & The Expressions, Chad Allan aux claviers et du frère de Randy, Robbie à la batterie. Le bassiste Charles Frederick Turner s'est joint au groupe avant le deuxième album. 
Après deux albums (Brave Belt I et Brave Belt II), Allan est remplacé par un autre frère de Randy, Tim à la guitare et en hommage au magazine des camionneurs le groupe prend le nom de Bachman-Turner Overdrive. Si le premier album BTO sort dans l'indifférence aux États-Unis, comme au Canada d'où est originaire le groupe, le deuxième BTO II est un grand succès avec le hit Takin' Care of Business. Avant la sortie du troisième album Not Fragile, Tim Bachman quitte le groupe pour poursuivre une carrière comme producteur de disques et il est remplacé par Blair Thornton, qui jouait auparavant avec le groupe Crosstown Bus. L'arrivée de ce nouveau guitariste avec BTO avait cela de particulier qu'ils avaient désormais deux guitaristes solistes, apportant ainsi une palette de couleurs plus vaste dans le groupe. L'album est encore un succès avec le single You Ain't Seen Nothin' Yet. En 1977, sortie de Freeways et Randy Bachman quitte le groupe à la fois pour mener une carrière solo et pour un autre groupe qu'il vient à peine de former, IronHorse. Il est remplacé par Jim Clench, ex-bassiste du groupe canadien April Wine, Fred Turner passa ainsi de la basse à la guitare et en 1978, le groupe sort encore deux albums Street Action et Rock 'n' Roll Nights, avant de se dissoudre.
Reformé à la fin des années 1980 comme Bachman-Turner Overdrive avec Randy, alors qu'il existe une autre formation nommée  BTO et mené par Robbie Bachman, d'où une certaine confusion, le tout suivi par des procès pour les droits sur le logo et le nom du groupe. Le 29 mars 2014, la formation classique s'est retrouvée pour célébrer leur nomination au fameux Canadian Music Hall of Fame, ils en ont profité pour interpréter le classique Takin' Care of Business.

## Biographie

### Débuts (1971–1973)
Après avoir quitté The Guess Who pendant le pic de leur succès, Randy Bachman se rappelle s'être fait traiter de « malade et [de] raté » et que « personne ne voulait travailler avec [lui]. » L'exception étant Chad Allan, ancien chanteur, pianiste-organiste et guitariste rythmique de Chad Allan & The Expressions, qui a quitté le groupe après qu'ils ont changés de nom pour The Guess Who à la suite de l'arrivée de Burton Cummings. Randy et Chad acceptent d'explorer de nouveaux horizons musicaux ensemble. Le résultat est Brave Belt, formé à Winnipeg en 1971 avec le frère de Randy, Robin « Robbie » Bachman à la batterie, et Gary Bachman comme agent artistique. Le premier album de Brave Belt, éponyme, avec Randy à la guitare et à la basse, ne se vendit pas particulièrement bien. Leur label souhaite toujours voir le groupe partir en tournée, mais Randy (à la suggestion de Neil Young) recrute le bassiste et chanteur C.F. « Fred » Turner pour jouer les concerts annoncés.
Turner devient alors membre à plein temps pour l'enregistrement de l'album Brave Belt II en 1972. Chad Allan participe au chant sur les chansons de Brave Belt II, mais quitte le groupe après l'enregistrement de l'album. En tournée, un autre frère Bachman, Tim, est recruté comme second guitariste puisqu'un trio était trop restrictif. Brave Belt II  n'atteint également pas de succès notable, et leur tournée est pratiquement annulée
Dans l'autobiographie de Randy Bachman, les racines sonores de BTO sont ancrées dans un concert à Thunder Bay, en Ontario, peu après le départ d'Allan. Un promoteur, qui a désapprouvé les influences country d'Allan, que le groupe jouait en son temps, décide de renvoyer Brave Belt et de le remplacer par un groupe orienté rock originaire de Toronto. Mais ça ne s'est pas réalisé, et le promoteur suppliera Brave Belt de rester pour jouer quelques reprises de rock classique. Alors que le groupe joue Proud Mary, Brown Sugar et All Right Now, la piste de danse s'enflamme et, d'après Randy, « on a directement vu la différence entre jouer de la musique devant des gens assis ou qui peuvent se mettre debout pour sauter et danser. »
Après leur renvoi de Reprise Records, Randy vide son compte en banque pour financer une autre session d'enregistrement, et commencer un nouvel album. Le groupe suscite l'intérêt et signe avec le label Mercury Records, ce que Randy Bachman considère comme de la pure chance. Après avoir envoyé des démos, et avoir été rejeté 26 fois (souvent plus d'une fois par un même label), Bachman se préparait déjà à annoncer aux autres membres qu'il ne pouvait plus assumer leur salaire,
À ce stade, la démo du groupe s'appelait toujours Brave Belt III. Fach convainc le groupe d'adopter un nouveau nom ; un qui sonnerait comme Crosby, Stills, Nash and Young et devenir l'emblème représentant chaque membre. Alors qu'ils sont en route pour un concert à Toronto, le groupe reprend le terme Overdrive d'un magazine de camions. Après ça, Turner écrira « Bachman–Turner Overdrive » et les initiales B.T.O. sur une serviette. Le reste du groupe adopte le nom
BTO sort son premier album, éponyme, en mai 1973. L'album atteint les frontières américaines, à Détroit et Buffalo et reste dans les charts pendant quelques semaines, malgré l'absence de singles. Blue Collar atteint la 21e place des charts Canadian RPM, mais reste 68e aux US.

### Popularité et succès (1973–1976)
Le deuxième album du groupe, Bachman–Turner Overdrive II, est publié en décembre 1973 et devient un succès majeur aux US (classé 4e en 1974) et au Canada (6e au RPM). Il devait à l'origine s'intituler Adrenaline Rush. Il comprend aussi deux de leurs singles, Let It Ride et Takin' Care of Business. Randy avait déjà écrit depuis longtemps Takin' Care of Business, qui s'intitulait à l'époque White Collar Worker alors qu'il jouait avec les Guess Who.
Tim Bachman quitte le groupe au début de 1974, peu après la sortie de Bachman–Turner Overdrive II. Randy Bachman devenait croyant et déréglait le mode de vie du groupe. Il proscrivait la formule sexe, drogues et alcool pendant les tournées, mais Tim ne tenait pas ces engagements. Il y a également d'autres raisons invoquant son départ. Certains racontent qu'il serait parti pour se marier et voulait étudier l'ingénierie. Mais dans une interview datant de 2002, Robbie expliquera qu'« on lui a demandé de partir. Il n'était plus du calibre de BTO [et] c'était difficile de le supporter. Je crois que le groupe interférait trop dans sa vie. »
BTO continue de tourner longuement en soutien au dernier album, et Tim est remplacé par Blair Thornton. Ce dernier est un ancien membre du groupe de Vancouver, Crosstown Bus. Le premier album de BTO avec cette nouvelle formation, Not Fragile sorti en 1974, est un vrai succès et atteint la pole position des charts américains et canadiens. Il comprend le hit single You Ain't Seen Nothing Yet et le morceau AOR Roll on Down the Highway.
Sous pression de leur agent artistique qui les poussent à gagner plus d'argent, BTO enregistre à la hâte Four Wheel Drive en mai 1975, qui comprend le single Hey You. Même s'il atteint la 21e place des charts américains, Hey You devient le deuxième single numéro un de BTO au Canada. La sortie de Four Wheel Drive est suivie par une tournée européenne et nord-américaine durant laquelle BTO joue avec Thin Lizzy, un groupe émergeant également du label Mercury Records. Randy Bachman explique que « Lizzy ouvrait pour nous en Angleterre, mais notre label voulait les faire jouer dans le reste de l'Europe et aux States, alors on a tourné avec Phil et les gars pendant sept à huit mois. »
Le groupe publie ensuite Head On à la fin 1975. Cet album comprend le single Take It Like a Man, qui fait participer Little Richard au piano. Head On comprend aussi une composition jazzy de Randy Bachman, Lookin' Out for #1. Leur première compilation, Best of B.T.O. (So Far), est publié en 1976 et comprend des chansons issues de leur cinq premiers albums. Un single — une version rééditée de Gimme Your Money Please — est issu de l'album. Même si elle atteint la 19e place des charts, la compilation reste la mieux vendue de Bachman–Turner Overdrive en date, et est certifiée double disque de platine aux US.

### Départ de Randy et nouveau BTO (1977–1979)

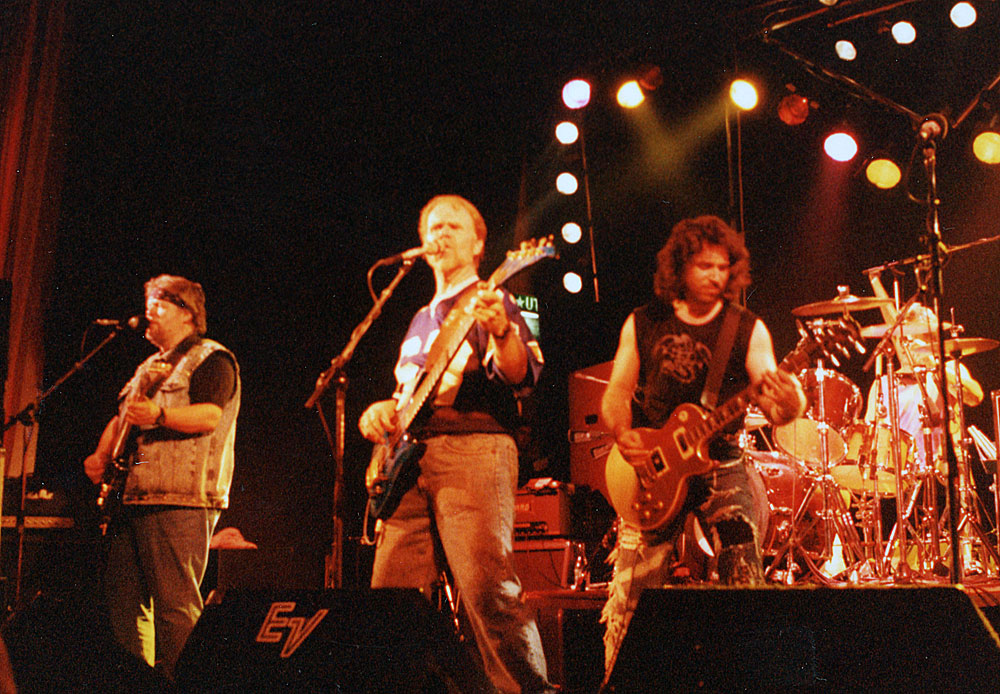
Bachman-Turner Overdrive en concert à Örebro en 1991.

Freeways, leur sixième album, est publié en février 1977, et signale la fin de la formation à succès du groupe. Face aux critiques visant les deux suites de Not Fragile, Randy Bachman milite pour réinventer le style musical de BTO, contre le gré des autres membres. Selon Fred Turner : « depuis qu'il [Randy] a fondé le groupe, tout tournait autour de lui et de Mercury [leur label]. C'est finalement à la période Freeways quand Blair, Rob et moi-même avions dit à Randy qu'on en avait marre, qu'on aimait pas les chansons qu'il écrivait, et qu'il était temps de changer tout ça - en particulier depuis que les autres groupes prenaient un an ou deux entre chaque albums, sans en faire deux par année comme on le faisait. Randy a dit que les chansons iraient et a forcé la sortie de l'album. Dès lors, ça a tué le groupe. »
Des années plus tard, Randy semblera trouver un accord avec Turner. Randy Bachman quitte le groupe après la sortie de Freeways. Il voulait d'abord se consacrer à une carrière solo, mais « il en a été décidé [autrement] par la direction » et il sera renvoyé.
Randy est remplacé par le bassiste Jim Clench, ex-April Wine. Le bassiste Turner se met à la guitare rythmique et Thornton devient le guitare soliste. Clench et Turner se partagent le chant. Cette formation comprend aussi le batteur Robbie Bachman, et le groupe part en tournée sous le nom de BTO, n'ayant pas trouvé d'accord avec Randy, qui souhaitait garder les droits du nom pour sa carrière solo. Alors que Randy garde les droits du nom Bachman-Turner Overdrive, les autres membres possèdent les droits de BTO et du logo. Un BTO restructuré publie donc Street Action en février 1978, mais sans succès.
Le groupe sort aussi Rock n' Roll Nights en mars 1979. C'est le premier album de BTO à être écrit par un artiste étranger, Jim Vallance du groupe Prism. Vallance devient leur producteur après le renvoi de Barry Mraz. Mais comme ses prédécesseurs, Rock n' Roll Nights ne se vend qu'à 250 000 exemplaires dans le monde. Il engendre néanmoins un single intitulé Heartaches. Écrit par Turner, il atteint le top 40 au Canada et la 60e place aux États-Unis.
Le 3 novembre 2010, Jim Clench meurt dans un hôpital de Montréal après un long combat contre un cancer du poumon en phase terminale,,,.

### Séparation et réunion (1979–1991)
BTO se sépare à la fin 1979, après la tournée en soutien à Rock n' Roll Nights. Randy enregistre son album solo Survivor, en 1978, et forme Ironhorse en 1979. Ironhorse publiera deux albums, Ironhorse et Everything Is Grey, avant de se séparer.
BTO se reforme en 1983. La formation de leur premier album en cinq ans (publié en 1984) comprend Randy et Tim Bachman, Fred Turner, et l'ex-Guess Who Garry Peterson à la batterie. Le frère cadet de Robbie Bachman décline l'invitation à se joindre au groupe, en désaccord avec le nom et le logo.
Leur nouvel album, simplement intitulé BTO, est publié en septembre 1984 sur le nouveau label de Charlie Fach, Compleat. Billy Chapman, leur technicien pour la batterie, joue les claviers pendant les concerts. For the Weekend, une chanson de l'album, est publiée comme single.
En 1986, ils publient un album album intitulé Live! Live! Live! qui comprend deux nouvelles chansons, Bad News Travels Fast et Fragile Man. Une version studio de Bad News Travels Fast est utilisée pour la bande son du film Body Slam. Après une tournée avec Van Halen, Randy part et Tim revient brièvement sous le nom de BTO. 
En 1988, la formation 1974–77 Not Fragile (avec Randy, Fred, Blair et Robbie) se réunit à nouveau, prend la route et enregistre plusieurs chansons. La seule chanson parue avec cette version du groupe s'intitule Wooly Bully, utilisée pour la bande son du film American Boyfriends. Mais à la fin 1991, Randy Bachman quitte le groupe une nouvelle fois.

### PériodeTrial by Fire(1991–2005)
Il est remplacé par Randy Murray après son dernier départ du groupe en 1991. Cette version reconstituée de BTO (Murray avec Robbie Bachman, Fred Turner et Blair Thornton) tourne entre 1991 jusqu'en décembre 2004. Trial by Fire: Greatest and Latest est publié en 1996.
La rivalité fraternelle entre Robbie et Randy, qui a démarré pendant la réunion de 1984, continue à cette période. Randy explique en 1999 : « Ils ont dit : on s'appellera juste BTO. Les gens ne verront pas que tu n'es plus là. » Le problème c'est que BTO s'affiche à la radio, devant la presse, et qu'ils se nomment Bachman-Turner Overdrive. C'est comme le Coke et Coca-Cola, deux noms qui vont ensemble. Son frère Robbie répondra : « Randy n'a sa place nulle part. Il se la ramène. » En 2003, ils sont induits au Canadian Music Hall of Fame.

### Bachman & Turner (2009–2014)
Avec une véritable demande frénétique pour voir une réunion de Bachman-Turner Overdrive, Randy Bachman et Fred Turner annoncent leur retour en décembre 2009 à Winnipeg, leur ville natale. Une tournée 2010 de Bachman & Turner et un nouvel album sont annoncés.
Le 12 septembre 2009, le Winnipeg Free Press rapporte que Randy Bachman et C.F. Turner se réuniront pour jouer des dates en Europe, au Canada et aux États-Unis avec le groupe actuel de Randy qui comprend Marc LaFrance à la batterie, Mick Dalla-Vee à la guitare ainsi qu'aux claviers et Brent Howard Knudson à la guitare, sous le nom de Bachman & Turner.
Désormais en duo, le groupe publie l'album Bachman & Turner le 7 septembre 2010 en Amérique du Nord et le 20 septembre 2010 en Europe.
Le 3 novembre 2010, l'ancien bassiste Jim Clench meurt.
Le 12 janvier 2023, l'ancien batteur Robin "Robbie" Bachman meurt à l'âge de 69 ans.
Le 28 avril 2023, Tim Bachman meurt à l'âge de 71 ans,

## Membres

### Bachman & Turner
- Randy Bachman - guitare, chant (1973–1977, 1983–1986, 1988–1991, 2009-2014)
- Fred Turner - basse, chant (1973–1979, 1983–1986, 1988–2005, 2009-2014)
- Mick Dalla-Vee - guitare rythmique, claviers, chœurs (2009-2014)
- Brent Howard Knudson - guitare rythmique, chœurs (2009-2014)
- Marc LaFrance - batterie (2009-2014)

### Anciens membres
- Tim Bachman (†) - guitares, chœurs (1973–1974, 1983–1986), mort 28 avril 2023
- Robbie Bachman (†)  - batterie, percussions, chœurs (1973–1979, 1988–2005), mort 12 janvier 2023
- Blair Thornton - guitares, chœurs (1974–1979, 1988–2005)
- Jim Clench (†) - basse, chœurs † (1977–1979, mort le 3 novembre 2010)
- Garry Peterson - batterie, percussions, chœurs (1983–1986)
- Billy Chapman - claviers (1983–1986)

## Discographie

### Albums studio
- 1973 : Bachman-Turner Overdrive
- 1973 : Bachman-Turner Overdrive II
- 1974 : Not Fragile
- 1975 : Four Wheel Drive
- 1975 : Head On
- 1977 : Freeways
- 1978 : Street Action
- 1979 : Rock n' Roll Nights
- 1984 : Bachman-Turner Overdrive
- 1996 : Trial by Fire: Greatest and Latest

### Albums live
- 1977 : Japan Tour Live
- 1986 : Live! Live! Live!
- 1994 : Best of BTO Live
- 1998 : King Biscuit Flower Hour
- 2003 : From the Front Row Live

### Compilations
- 1976 : Best of BTO (So Far)
- 1983 : You Ain't Seen Nothin' Yet
- 1986 : BTO's Greatest
- 1993 : The Anthology
- 1994 : Best of Bachman-Turner Overdrive
- 1996 : Trial by Fire: Greatest and Latest
- 1998 : Takin' Care of Business
- 2000 : The Millennium Collection
- 2000 : 20th Century Masters
- 2001 : The Very Best of Bachman–Turner Overdrive
- 2005 : Gold
- 2013 : 40th Anniversary

### Bachman & Turner

#### Albums studio
- 2010 : Bachman & Turner
- 2010 : Forged In Rock

#### Album live
- 2011 : Live At Roseland Ballroom, NYC